# Церемошњак
Церемошњак је насељено место у граду Нашице, Осјечко-барањска жупанија, Хрватска.

## Историја
До територијалне реорганизације у Хрватској био је у саставу старе општине Нашице.

## Становништво
У попису становништва из 2011. године, Церемошњак је имао 108 становника.
| Број становника према пописима | Број становника према пописима | Број становника према пописима | Број становника према пописима | Број становника према пописима | Број становника према пописима | Број становника према пописима | Број становника према пописима | Број становника према пописима | Број становника према пописима | Број становника према пописима | Број становника према пописима | Број становника према пописима | Број становника према пописима | Број становника према пописима | Број становника према пописима |
| ------------------------------ | ------------------------------ | ------------------------------ | ------------------------------ | ------------------------------ | ------------------------------ | ------------------------------ | ------------------------------ | ------------------------------ | ------------------------------ | ------------------------------ | ------------------------------ | ------------------------------ | ------------------------------ | ------------------------------ | ------------------------------ |
| 1857                           | 1869                           | 1880                           | 1890                           | 1900                           | 1910                           | 1921                           | 1931                           | 1948                           | 1953                           | 1961                           | 1971                           | 1981                           | 1991                           | 2001                           | 2011                           |
| 212                            | 248                            | 268                            | 326                            | 502                            | 464                            | 493                            | 453                            | 378                            | 366                            | 343                            | 229                            | 165                            | 122                            | 126                            | 108                            |

Напомена: Године 1991. овом насеље припојен је ненасељени део подручја насеља Подгорач (Подгорач).

### Попис1991.
У попису становништва из 1991. године, Церемошњак је имао 122 становника, следећег националног састава:
| Церемошњак                                                            |
| --------------------------------------------------------------------- |
| 1991.                                                                 |
| ukupno: 122 Срби 82 (67,21%) Хрвати 37 (30,32%) Југословени 3 (2,45%) |